# Кацукава Сюндзан
Кацукава Сюндзан (д/н — після 1798) — японський художник періода Едо. Представник школи Кацукава.

## Життя і творчість
Про походження і справжнє ім'я нічого невідомо. За різними версіями, був учнем Кацукава Сюнсо або Кацукава Сюнтьо, можливо, послідовно одного і другого. На честь вчителя взяв нові прізвище та ім'я, під якими став відомий як художник. Творча діяльність припадає на 1782—1798 роки.
Спочатку працював у традиційному жанрі театральної гравюри якуся-е (зображення акторів), наслідуючи стилю свого вчителя. Дух розіграшу і імпровізації відчувався в цих роботах — художник зображував акторів у звичайних костюмах, лише незначними атрибутами підкреслюючи приналежність до ролі.
Незважаючи на навчання в школі Кацукава зазнав впливу Торії Кійонага, працюючи у жанрі бідзінга (зображення красунь). Також приділяв увагу пейзажам і жанровим композиціями, сюжетами для яких слугували класичні літературні твори і сучасне художнику життя. Ілюстрував книги в жанрі кібьосі (сатиричні оповідки). Поєднання двох жанрів бідзінга і якуся-е стало цікавою знахідкою Сюндзана, чим відзначаються його роботи. Відомою гравюрою є «Паломництво до храму Асакуса».